# Romanisatie
Romanisatie is de omzetting in het Latijnse alfabet van het schrift van een taal met een ander spellingsysteem. Romanisatie moet niet verward worden met transcriptie, het weergeven van de woorden van een andere taal in de eigen taal, en transliteratie, het omzetten van het ene alfabet of schriftsysteem in het andere.

## Gebruik
Bij de romanisatie van een taal kan gebruikgemaakt worden van transliteratie, dit is het omzetten van het oorspronkelijke schrift. Bij transliteratie blijft het mogelijk om uit het geromaniseerde schrift te herleiden wat het oorspronkelijk schrift was.
Wanneer er uitgegaan wordt van het gesproken woord, dan is er sprake van transcriptie. Hier is het doel dat de uitspraak herleid kan worden. Zo kent het Japans als systeem voor transcriptie Rōmaji en het Mandarijn heeft pīnyīn.

## Voorbeeld
Een voorbeeld voor de transcriptie van de Russische politicus Boris Jeltsin:
| Voorbeeld van taalspecifieke transliteratie | Voorbeeld van taalspecifieke transliteratie |
| Russische tekst                             | Борис Николаевич Ельцин                     |
| ------------------------------------------- | ------------------------------------------- |
| Wetenschappelijke transliteratie            | Boris Nikolaevič El'cin                     |
| Duitse transcriptie                         | Boris Nikolajewitsch Jelzin                 |
| Engelse transcriptie                        | Boris Nikolayevich Yeltsin                  |
| Franse transcriptie                         | Boris Nikolaïevitch Eltsine                 |
| Hongaarse transcriptie                      | Borisz Nyikolajevics Jelcin                 |
| Italiaanse transcriptie                     | Boris Nikolaevic Eltsin                     |
| Nederlandse transcriptie                    | Boris Nikolajevitsj Jeltsin                 |
| Poolse transcriptie                         | Boris Nikołajewicz Jelcyn                   |
| Roemeense transcriptie                      | Boris Nikolaevici Elţîn                     |
| Spaanse transcriptie                        | Borís Nikoláievich Yeltsin                  |
Deze transcriptie kan complicaties opleveren tussen talen. Zo dient een uitgever van coproducties erop bedacht te zijn dat de transcriptie in de ene taal anders dient te worden gealfabetiseerd dan in de andere: Nederlands Tsjechov maar Engels Chekhov.